# Svannäva
Svannäva (Erodium cygnorum) är en näveväxtart som beskrevs av Christian Gottfried Daniel Nees von Esenbeck. Enligt Catalogue of Life ingår Svannäva i släktet skatnävor och familjen näveväxter, men enligt Dyntaxa är tillhörigheten istället släktet skatnävor och familjen näveväxter. Arten förekommer tillfälligt i Sverige, men reproducerar sig inte. Inga underarter finns listade i Catalogue of Life.